# Zeugma (stijlfiguur)
Een zeugma (mv. zeugmata, zeugma's, uit het Oudgrieks ζεῦγμα, verbinding) is een stijlfiguur waarbij een werkwoord of bijvoeglijk naamwoord twee of meer andere woordgroepen verbindt, terwijl dat woord in relatie tot de beide zinsneden een verschillende functie vervult. Het wordt door sommigen gezien als een stijlfout.
Het effect is vaak onbedoeld grappig, al worden er ook wel bewust grappen gemaakt met deze constructie. In het laatste geval bouwt de spreker of schrijver zijn zin (vaak ingewikkeld) op met het doel een "krom" effect te bereiken.

## Voorbeelden van zeugmata

### Woordsoort
Het werkwoord kan tot taak krijgen tegelijk als hulpwerkwoord en als koppelwerkwoord te fungeren:
Hij was oppositieleider en voor de dictator gevlucht.
Eerst is was koppelwerkwoord, daarna hulpwerkwoord van de voltooid verleden tijd.
"Jij bent toch rijk?" "Ja, geweest!".
Idem.
De leeuwin werd oud en door andere dieren aangevallen.
In deze samengestelde zin doet werd eerst dienst als koppelwerkwoord, dan als hulpwerkwoord van de lijdende vorm.
Persoonlijke voornaamwoorden hebben in de derde en vierde naamval meestal (behalve bij hun/hen) dezelfde vorm, waardoor het zeugma onzichtbaar wordt:
Wij moeten hem gehoorzamen en dienen.
In deze samengestelde zin is hem eerst meewerkend en daarna lijdend voorwerp.

### Betekenis
Ook is het mogelijk dat het werkwoord twee geheel verschillende betekenissen heeft, of toch tamelijk verschillende betekenissen:
Zij gaf hem een hand en de bons.
Hier wordt gaf in verschillende betekenissen gebruikt, in verschillend idioom.
Ik ben verzekerd van succes, tegen brand en voor mijn leven.
Hier wordt verzekerd zijn in verschillende betekenissen gebruikt, in verschillend idioom (uit: "De Bom" van Doe Maar).
Hij nam zijn vrouw, haar geld, de benen en de eerste trein naar Amsterdam.
Verschillende betekenisschakeringen, polysemie, van nam, bovendien gecombineerd met een idiomatische uitdrukking.
Hij kon drinken als een koe water.
Het werkwoord zowel onovergankelijk als overgankelijk gebruikt.
Zij zwom in het geld en hij in haar zwembad.
Figuurlijk en letterlijk gebruik van zwom.

### Scheidbaarheid
Het werkwoord kan voorts zijn gebruikt als deel van twee geheel verschillende scheidbare werkwoorden:
Hier zet men koffie en over de Zaan.
Op dit uithangbord werden "zetten" en "overzetten" samengetrokken.
Hij stak de straat over en een sigaret op.
Stak krijgt tot taak deel uit te maken van twee verschillende scheidbare werkwoorden: eerst "oversteken / stak ... over", dan "opsteken / stak ... op".
Ik gaf Piet een hand en over.
In deze zin is gaf eerst een zelfstandig werkwoord en vervolgens deel van een composiet dat "braken" betekent.

## Taaltheorie
Een zeugma is een vorm van coördinatie die in wezen, althans op het eerste gezicht, niet verkeerd lijkt.
In de taalkunde leidt het zeugma tot een aantal verschillende interpretaties, afhankelijk van het standpunt dat men inneemt:
- Het bizarre effect wordt veroorzaakt, zo kan men opperen, door de weglating van delen van gecoördineerde zinnen die binnen de dieptestructuur syntactisch met verschillende elementen corresponderen.
- Zuiver functionalistisch beschouwd, zou hier geen probleem mogen zijn; de overgebleven elementen van de zin kunnen nog steeds naar de bedoelde zinselementen verwijzen.
- Een zeugma is in die zin een botsing van verschillende constructionele valenties (combinatiemogelijkheden).